# Паперові міста (фільм)
«Паперові міста» (англ. Paper Towns) — американський фільм 2015 року режисера Джейка Шреєра. Сценарій фільму заснований на однойменній книзі Джона Ґріна. Фільм вийшов у прокат 23 липня 2015 року.

## Сюжет
Квентин «К'ю» Джейкобс живе по сусідству з Марго Рот Шпіґельман, його подругою дитинства, з якою вони останнім часом мало спілкуються, але він все одно зберігає до неї почуття. Одного вечора, уже незадовго до випускного, Марго раптово пропонує Квентину взяти участь у «каральній» операції. Справа в тому, що її тепер колишній, хлопець зраджував їй упродовж декількох місяців з її подругою, а решта друзів з компанії мовчали. Після «помсти» Марго і Квентин їдуть до банку, де Марго домовляється зі знайомим охоронцем, і вони йдуть на саму гору хмарочосу. Дивлячись у вікно, Марго каже К'ю, що це все — лише «паперове»: місто, люди і, врешті, що вона сама теж «паперова». Квентин обіймає її і вони обоє танцюють під «Stars Fell on Alabama».
Наступного дня вона не з'являється у школі, як і в наступні кілька днів, тож Квентин вирішує знайти її. Поступово К'ю знаходить підказки Марго, потрапляючи в різні дивакуваті ситуації й роблячи те, чого б він звично не зробив, і виявляється, що вона знаходиться в штаті Нью-Йорк, а саме в «Паперовому містечку» (вигадане місто на мапі, прототипом якого в реальному житті був Аґлое, створене її розробниками як авторська мітка). Разом зі своїми друзями, дівчиною одного з них і єдиною подругою Марго, що не зрадила її, він вирушає у подорож за покликом серця.
Втрапляючи в різні ситуації, вони відшукують те місце, де має бути Марго, але не знаходять її там. Квентин каже друзям, щоб вони їхали на випускний, а сам намагається знайти дівчину, заради якої він проїхав такий великий шлях. Але збагнувши що її тут нема і цілковито зневірившись, він купує квиток на автобус і несподівано для себе зустрічає Марго. Та здивована тим, що він приїхав сюди, адже вона залишала ці підказки, аби пояснити, що нічого не сталося і все добре. Квентин, урешті зізнається Марго в своїх почуттях до неї, але та каже, що він не може любити і розуміти її, адже вона сама навіть не знає, для чого вона тут. Саджаючи К'ю на автобус додому, Марго пропонує йому залишитися з нею, але той відмовляється, збагнувши, що у них із нею різні долі. К'ю приїжджає додому, біжить на випускний бал і розуміє, що його щастя — це його друзі. Наприкінці фільму показано прощання трьох друзів, які роз'їжджаються кожен до свого коледжу. Паралельно Квентин розповідає всякі чутки про Марго. То вона виступала в Нью-Йорку як актриса, то в Малібу вчила серфінгу. Але Квентин каже, що більше нічого не знає про неї відтоді, адже він більше не стежить за чутками…

## У ролях
- Нат Вульф — Квентін «К'ю» Джейкобсен
- Кара Делевінь — Марго Рот Шпіґельман
- Джастіс Сміт — Маркус Лінкольн, або ж Радар
- Остін Абрамс — Бен Старлінг
- Гелстон Сейдж — Лейсі Пембертон
- Джаз Синклер — Анджела
- Кара Боно — місіс Джейкобсен
- Ме Кросбі — Руфі Шпіґельман
- Енсел Елгорт — Мейсон

## Екранізація
У березні 2014 року Джон Ґрін заявив, що Fox 2000, підрозділ кінокомпанії 20th Century Fox, викупив права на екранізацію роману «Паперові міста». Над екранізацією «Паперових міст» працювала та ж команда, що знімала «Винні зірки». Режисером фільму став Джек Шраєр (англ. Jake Schreier). Роль Квентина зіграв актор Нат Вульф (англ. Nat Wolff), а роль Марго — акторка і колишня супермодель Кара Делевінь (англ. Cara Delevingne).
Прем'єра фільму відбулася 24 липня 2015 року у США та 30 липня 2015 року в Україні.